# Aérogare
À ne pas confondre avec une gare aéroportuaire ou un terminal aéroportuaire.
Une aérogare est l'ensemble des bâtiments d'un aéroport par lesquels transitent les passagers à l'embarquement ou au débarquement d'un avion.
Une aérogare n'est pas nécessairement située sur le site d'un aéroport : ainsi, l'aérogare de Paris-Invalides est situé à la gare ferroviaire des Invalides, en plein cœur de Paris.

## Dimensions
Pour un grand aéroport on estime qu'il faut une surface d'aérogare de 10 000 à 15 000 m2 par million de passagers annuels ; ce qui correspond à une surface en heure de pointe :
- de 6 à 15 m2 par passager intérieur ;
- de 12 à 25 m2 par passager international[1].